# John Lodts
John Lodts (Harderwijk, 23 september 1916 - 16 februari 1937) was een Belgisch voetballer die uitkwam voor Antwerp FC. Lodts was een middenvelder.

## Carrière
Lodts werd geboren in het Nederlandse Harderwijk, waar zijn ouders tijdens de Eerste Wereldoorlog naartoe waren gevlucht. Tijdens het interbellum speelde hij twee seizoenen voor Antwerp FC, waarin hij 33 wedstrijden in Eerste klasse speelde. Hij speelde op 8 maart 1936 ook een vriendschappelijke interland tegen Frankrijk met de Rode Duivels.
Op 16 februari 1937 overleed hij op twintigjarige leeftijd aan een longvliesontsteking.